# Karen Traviss
 (octobre 2022).
Si vous disposez d'ouvrages ou d'articles de référence ou si vous connaissez des sites web de qualité traitant du thème abordé ici, merci de compléter l'article en donnant les références utiles à sa vérifiabilité et en les liant à la section « Notes et références ».
Œuvres principales
- Les Guerres Wess'har
- Republic Commando

Karen Traviss, née à Portsmouth en Angleterre, est une romancière de science-fiction britannique. Elle est connue pour ses livres dans l'univers de Star Wars ainsi que pour sa série de romans personnels : Les Guerres Wess'har.

## Biographie
Karen Traviss est originaire de la région de Portsmouth. Elle travaille en tant que journaliste et correspondante de la défense avant de se tourner vers l'écriture de fictions. Elle sert également dans la Territorial Army (l'armée de réserve anglaise), ainsi que dans la Royal Naval Auxiliary Service. Elle est diplômée de l'atelier d'écriture appelé Clarion Writer's SF Workshop.
Son premier roman, La Cité de perle, est publié en mars 2004 et démarre le cycle des Guerres Wess'har dont le sixième tome est sorti en mars 2008.
Parallèlement à son univers personnel, Karen Traviss écrit des nouvelles et des romans dans l'univers de Star Wars dans deux séries : la série de romans tiré du jeu vidéo Star Wars: Republic Commando qui compte quatre romans et la série de neuf romans L'Héritage de la Force dont elle a la charge de trois romans (en alternance avec les auteurs Aaron Allston et Troy Denning).
Son travail dans l'univers de Star Wars est souvent centré sur les Mandaloriens dont elle a développé la culture ainsi qu'une langue fictive, le Mando'a.

## Œuvres

### Cycle des guerres Wess'har
1. La Cité de Perle, Bragelonne, 2006 ((en) City of Pearl, 2004)
2. Transgression, Bragelonne, 2007 ((en) Crossing the Line, 2005)
3. Le Monde d'avant, Bragelonne, 2007 ((en) The World Before, 2005)
4. (en) Matriarch, 2006
5. (en) Ally, 2007
6. (en) Judge, 2008

### SérieRinger
1. (en) Going Grey, 2014

### UniversStar Wars

#### SérieRepublic Commando
1. Contact zéro, Fleuve noir, coll. « Star Wars » no 73, 2006 ((en) Hard Contact, 2004)  (ISBN 2-265-06950-7)
2. Triple Zéro, Fleuve noir, coll. « Star Wars » no 82, 2007 ((en) Triple Zero, 2006)  (ISBN 978-2-265-08513-8)
3. True Colors, Fleuve noir, coll. « Star Wars » no 87, 2008 ((en) True Colors, 2007)  (ISBN 978-2-265-08654-8)
4. Ordre 66, Fleuve noir, coll. « Star Wars » no 101, 2010 ((en) Order 66, 2008)  (ISBN 978-2-265-08963-1)

#### SérieCommando impérial
1. La 501e, Fleuve noir, coll. « Star Wars » no 109, 2011 ((en) 501st, 2009)  (ISBN 978-2-265-09297-6)

#### SérieThe Clone Wars
1. The Clone Wars, Fleuve noir, coll. « Star Wars » no 90, 2008 ((en) The Clone Wars, 2008)  (ISBN 978-2-265-08785-9)
2. Pas de prisonniers, Fleuve noir, coll. « Star Wars » no 96, 2009 ((en) No Prisoners, 2009)  (ISBN 978-2-265-08805-4)

#### SérieL'Héritage de la Force
1. Descendances, Fleuve noir, coll. « Star Wars » no 91, 2008 ((en) Bloodlines, 2006)  (ISBN 978-2-265-08657-9)
2. Sacrifice, Fleuve noir, coll. « Star Wars » no 98, 2009 ((en) Sacrifice, 2007)  (ISBN 978-2-265-08774-3)
3. Révélation, Fleuve noir, coll. « Star Wars » no 104, 2010 ((en) Revelation, 2008)  (ISBN 978-2-265-08778-1)

### UniversGears of War

#### SérieGears of War
1. (en) Aspho Fields, 2008
2. (en) Jacinto's Remnant, 2009
3. (en) Anvil Gate, 2010
4. (en) Coalition's End, 2011
5. (en) The Slab, 2012

### UniversHalo

#### TrilogieKilo-5
1. Les Mondes de verre, Milady, 2015 ((en) Glasslands, 2011)
2. Le Baptême du feu, Milady, 2015 ((en) The Thursday War, 2012)
3. Dictata mortels, Milady, 2016 ((en) Mortal Dictata, 2014)

### Recueil de nouvelles
- (en) View of a Remote Country, 2014

### Nouvelles
- (en) A Slice at a Time, 2002Publiée dans Asimov's Science Fiction
- (en) Suitable for the Orient, 2003Publiée dans Asimov's Science Fiction